# Tenjo (kommun)
Tenjo är en kommun i Colombia.   Den ligger i departementet Cundinamarca, i den centrala delen av landet, 25 km norr om huvudstaden Bogotá. Antalet invånare är 18 466.